# ボンベイ (映画)
『ボンベイ』（Bombay）は、1995年に公開されたインドのタミル語ロマンティック・ドラマ映画。マニラトナムが監督を務め、アルヴィンド・スワーミとマニーシャ・コイララが主演を務めた。1992年12月から1993年1月にかけて発生したボンベイ暴動とヒンドゥー教徒、ムスリムの異宗婚を題材としている。本作はインドの政治情勢を背景にした人間関係を描いたマニラトナム三部作（『ロージャー』『ボンベイ』『ディル・セ 心から』）の2作目である。ヒンディー語、テルグ語、マラヤーラム語吹替版が製作されている。
『ボンベイ』は最も興行的な成功を収めたタミル語映画の一つであり、批評的にも高い評価を受けており、フィラデルフィア映画祭などの国際映画祭でも上映された。A・R・ラフマーンが手掛けたサウンドトラックはインド史上最も成功したサウンドトラックの一つに挙げられている。

## キャスト
- シェーカル - アルヴィンド・スワーミ[1]
- シャイラー・バーヌ - マニーシャ・コイララ[1]
- ナラヤナン・ピラーイ - ナーサル[1]
- バーシェール - キッティ（英語版）[1]
- シャクティ協会代表 - ティーヌー・アーナンド[6]
- ムスリム指導者 - アーカーシュ・クラーナー（英語版）[6]
- カビール・ナラヤナン - マスター・ハルシャ[1]
- カマル・バーシェール - マスター・リダイ[1]
- 警察官 - A・R・スリニヴァサン（英語版）[1]
- セルヴァント - クレイジー・ヴェンカテーシュ[1]
- クマール - プラカーシュ・ラージ[1]
- トランスジェンダー - ララパリ（英語版）[7]
- M・V・ヴァスデーヴァ・ラーオ[1]
- ペリヤ・ターンヴィ - プラモート[1]
- ヴィサラーム - ヴィジャヤ・チャンドリカ[1]
- パンカジャム - パダバーイー[1]
- スジータ（英語版）（特別出演）[1]
- 「Humma Humma」シーン登場 - ソナリ・ベンドレ（英語版）、ナゲンドラ・プラサード（英語版）（アイテム・ナンバー）[8][9]

## 製作

### 企画

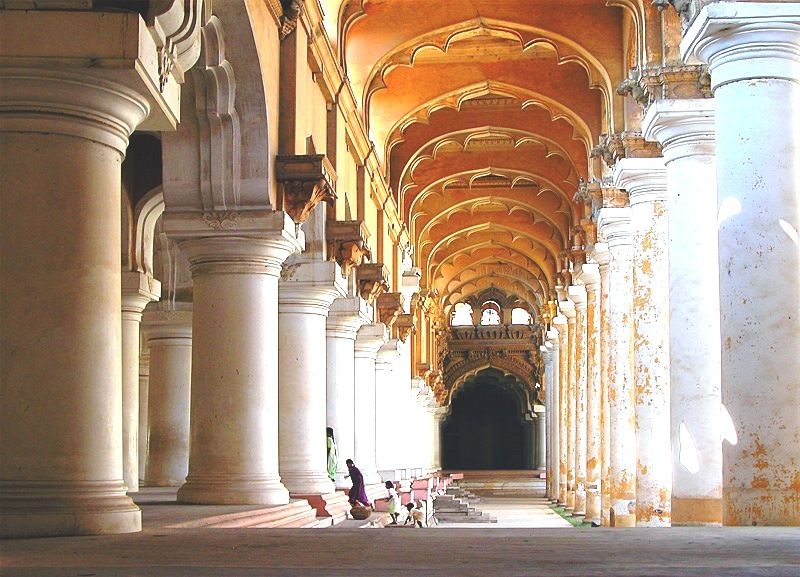
ティルマライ・ナヤッカル・マハル

『Thiruda Thiruda』の映画音楽のレコーディング中にボンベイ暴動が発生した。マニラトナムは暴動に巻き込まれた少年を題材にしたマラヤーラム語映画の製作を企画し、M・T・ヴァスデーヴァン・ナーヤルに脚本の執筆を依頼した。この映画はマニラトナムにとって『Unaru』に次ぐ2作目のマラヤーラム語映画になる予定だった。しかし、企画が途中で中止となり、後にタミル語映画として企画が再始動し、タイトルは「Bombay」に決まった。
マニラトナムはヴィクラムとマニーシャ・コイララを起用して写真撮影を行ったが、ヴィクラムは同時期に製作が進行していた『Pudhiya Mannargal』の役作りのために生やしていた髭を剃ることができなかったため、マニラトナムは彼の起用を断念した。彼によると、『ボンベイ』は元々政治映画として企画したものではなかったという。マニーシャ・コイララの声はローヒニが吹き替えている。この他、ムスリムのナーサルは映画ではヒンドゥー教徒役、ヒンドゥー教徒のキッティはムスリム役に起用されたが、マニラトナムは2人の役柄は意図的にキャスティングしたものと語っている。
撮影監督にはラージーヴ・メーナンが起用された。彼はマニラトナムからボンベイ暴動を題材にした映画の撮影を打診された際に「可能な限り暴動を美しく撮影する必要がある」と語り、雨の中での撮影を提案した。屋内のシーンはポラチ、屋外のシーンはカサラゴッドとカンヌール県で撮影された。「Kannalane」の歌曲シーンはティルマライ・ナヤッカル・マハル、「Uyire」の歌曲シーンはベカル砦で撮影された。バーブリー・マスジドの破壊シーンは中央映画認証委員会が描写することに難色を示したため、新聞記事と写真での描写に変更された。

### 音楽
映画音楽を手掛けたA・R・ラフマーンは『ロージャー』『Thiruda Thiruda』に続いてマニラトナム監督作品への参加となった。タミル語版の作詞はヴァイラムトゥが手掛け、「Antha Arabi Kadaloram」のみヴァーリが作詞している。サウンドトラックは1500万枚の売上数を記録し、歴代最高販売数を記録したアルバムの一つとなった。アルバムは『ガーディアン』の「死ぬ前に聞くべきアルバム1000」の一つに選ばれ、K・S・チトラが歌った「Kannalanae」は「誰もが聞くべき1000曲」の一つに選ばれている。

## 作品のテーマ
マニラトナムは『ボンベイ』を「共同社会の調和を描いたポジティブな映画」と表現している。彼によるとボンベイ暴動は作品のテーマではないが、「無力で罪のない男が、自らが作り出したものではない暴力に巻き込まれた物語」と語っている。

## 公開
1995年3月10日に公開され、同日にテルグ語吹替版『Bombayi』も公開された。マレーシアとシンガポールでは宗派対立の描写が問題視され、上映が禁止された。

## 評価

### 興行収入
Box Office Indiaによるとヒンディー語版の興行収入は1億4000万ルピー（2019年換算で6億7000万ルピー/940万ドル）を記録し、1995年公開のインド映画興行成績第10位にランクインしている。

### 批評
『アーナンダ・ヴィカタン』は1995年3月19日付けの批評で、53/100の評価を与えている。アーナンド・カンナンは『プラネット・ボリウッド』に寄稿し、「私は『ボンベイ』をマニラトナムの最高傑作とは呼びません……しかし、良い演技、社会性の高いテーマ、そしてペースの速さは観賞する価値を生み出しています」と批評している。1996年にジェームズ・ベラーディネリは3.5/4の星を与え、「北米ではアピールが限定的で、さらにクオリティーにも疑問符が付くためインド映画の存在は配給業者から無視されることが多いです。しかし、時折素晴らしい映画が国際映画祭の中で栄誉を得ることにより、人々に十分な魅力を持つことを気付かせます。そのような映画の一つに、名監督マニ・ラトナムの14番目の作品である『ボンベイ』があります」と批評している。英国映画協会は『ボンベイ』を「インド映画トップ20」の一つに選んでいる。『バンガロール・ミラー』は、『ボンベイ』と『愛と哀しみの旅路』の間に類似点があると指摘している。

### 受賞
| 映画賞                                  | 部門                                            | 対象                 | 結果 | 出典   |
| --------------------------------------- | ----------------------------------------------- | -------------------- | ---- | ------ |
| 第43回国家映画賞                        | ナルギス・ダット賞 国民の融和に関する長編映画賞 | マニラトナム         | 受賞 |        |
| 第43回国家映画賞                        | 編集賞                                          | スレーシュ・ウルス   | 受賞 |        |
| 第41回フィルムフェア賞                  | 審査員選出作品賞                                | マニラトナム         | 受賞 |        |
| 第41回フィルムフェア賞                  | 審査員選出女優賞                                | マニーシャ・コイララ | 受賞 |        |
| 第43回フィルムフェア賞 南インド映画部門 | タミル語映画部門作品賞                          | S・シュリラーム      | 受賞 |        |
| 第43回フィルムフェア賞 南インド映画部門 | タミル語映画部門監督賞                          | マニラトナム         | 受賞 |        |
| 第43回フィルムフェア賞 南インド映画部門 | タミル語映画部門主演女優賞                      | マニーシャ・コイララ | 受賞 |        |
| 第43回フィルムフェア賞 南インド映画部門 | タミル語映画部門音楽監督賞                      | A・R・ラフマーン     | 受賞 |        |
| マトリ・シュリー・メディア・アワード    | 作品賞                                          | マニラトナム         | 受賞 | [ 31 ] |
| タミル・ナードゥ州映画賞                | 作詞家賞                                        | ヴァイラムトゥ       | 受賞 |        |
| タミル・ナードゥ州映画賞                | 女性プレイバックシンガー賞                      | K・S・チトラ         | 受賞 |        |
| シネ・ゴールズ・アワード                | タミル語映画部門音楽賞                          | A・R・ラフマーン     | 受賞 |        |
| 映画ファン賞                            | タミル語映画部門音楽賞                          | A・R・ラフマーン     | 受賞 |        |
| カラサーガル・アワード                  | タミル語映画部門音楽賞                          | A・R・ラフマーン     | 受賞 |        |
| エディンバラ国際映画祭                  | ガラ・アワード                                  | ボンベイ             | 受賞 |        |
| 政治映画協会賞                          | 特別賞                                          | ボンベイ             | 受賞 | [ 32 ] |
| エルサレム国際映画祭                    | リア・ヴァン・リー・スピリット・フリーダム賞    | ボンベイ             | 受賞 |        |